# La Torre d'en Franch
La Torre d'en Franch és una masia de Vic (Osona) protegida com a Bé Cultural d'Interès Local.

## Descripció
Edifici civil. Masia de planta quadrada, coberta a quatre vessants i amb una llanterna al centre de la construcció a la qual s'hi obren badius i és coberta a quatre vessants. La façana es troba orientada a migdia i presenta un portal d'arc de mig punt format per petites dovelles. A cada costat de la construcció hi ha un petit cos annex cobert a una sola vessant. A la part dreta i al costat d'aquest hi ha un portal que tanca la lliça, que es troba a la part de llevant. A tramuntana hi ha una eixida a nivell del primer pis que es prolonga vers els murs laterals, formant balustrades. La part de tramuntana és de totxo vermell, amb diverses formes decoratives jugant amb aquest material. Aquest sector de la casa està rodejat per jardins, amb una font dedicada a Sant Jordi i una capella dedicada a la Verge del Carme. L'estat de conservació és mitjà, caldria cuidar la façana.
La capella és de nau única orientada de llevant a ponent. A la capçalera hi ha l'absis precedit per un cimbori, la llanterna sobresurt del cos de l'edificació. La façana té el capcer escalonat i el portal és precedit per una grossa arcada que protegeix el portal, d'arc de mig punt; aquest cos és cobert a una sola vessant. A la part esquerra s'eleva un campanar de torre cilíndrica, a la part superior de la qual hi ha decoracions de serreta i s'hi obren badius. Als murs de la nau i l'absis s'hi obren finestres a la manera romànica. La part baixa dels murs del temple són de pedra picada de color blavós, la resta dels murs són arrebossats i pintats de groc. L'estat de conservació és bo.

## Història
Antic mas que pertany al terme de Vic i es troba fora de l'aglomeració de la ciutat. Prop de la Serra de Sant Ferm, nucli nascut a redós d'un mas que duu el mateix nom, i a pocs metres del pas de nivell del tren.
És un dels pocs masos de les rodalies de Vic que conserva la tradició i continua dedicant-se a les tasques agrícoles.
A jutjar per l'estil, fou reformat segurament a finals del segle xix o principis del XX, adquirint la tipologia senyorial que encara avui conserva. Hi ha una estada per als amos i l'altre pels masovers.
L'església dins el terme del mas la Torre d'en Franch es troba al seu jardí. Va lligada a la història del mas, per bé que aquest és molt més antic que la capella.
Està dedicada a la Verge del Carme i, segons la data esculpida a una pedra que es troba a l'extrem de ponent del carener, fou edificada al 1928.